# Aaron Taylor-Johnson
Aaron Perry Taylor-Johnson (High Wycombe, Buckinghamshire, 1990. június 13. –) Golden Globe-díjas angol televíziós és színpadi színész.

## Fiatalkora és családja
Az angliai High Wycombe-ben született. Apja mérnök, anyja háztartásbeli. Nővére Gemma, akivel 2002-ben együtt játszott a Széttéphetetlen kötelék című filmben. Hatévesen kezdett el színjátszással foglalkozni. 1996 és 2008 között szülővárosában, a Jackie Palmer Színművészeti Középiskola járt, dráma és énekszakra.

## Pályafutása
Első munkáját a 2001-es Armadillo című tévésorozatban kapta meg, majd következett első filmes főszerepe a Széttéphetetlen kötelék című családi filmben, ahol nővére mellett Sean Beannel játszhatott együtt. 2003-ban a Londoni csapásban alakította az ifjú Charlie Chaplint, ezt követően néhány sorozatban tűnt fel egy-két epizód szerepéig.
2008-ban A macskám, a családom és a fiúk című tinifilmben Robbie-t, a londoni srácot alakította, aki vidékre költözik családjával és rögtön a lányok kedvencévé válik. Sikerét a 2010-es HA/VER című film hozta meg, ahol Nicolas Cage-dzsel játszott együtt. 2012-ben megkapta Ben szerepét az Oliver Stone rendezte Vadállatokban, majd az Anna Karenina című drámában Vronskyt formálta meg Keira Knightley és Jude Law mellett. A Ha/Ver második része, melyben visszatért Dave Lizewski szerepében, 2013 augusztusában került mozikba. Gareth Edwards rendező Ford szerepét osztotta rá a 2014 májusában mozivászonra kerülő Godzilla című akciófilmben.

## Magánélete
2009 októberében jegyezte el Sam Taylor-Wood filmrendező-fotóst. Kettejük kapcsolata a John Lennon – A fiatal évek (2009) című életrajzi film forgatásakor kezdődött, melyet Taylor-Wood rendezett, a főszereplő John Lennont Johnson alakította. 
2010-ben megszületett első lányuk, Wylda Rae, majd 2012-ben Romy Hero. 2012. június 21-én Somersetben feleségül vette a nála jóval idősebb Sam-et. Házasságkötésük után mindketten felvették a Taylor-Johnson vezetéknevet.

## Filmográfia

### Film
| Év   | Magyar cím                                   | Eredeti cím                                     | Szerep                               | Magyar hang     |
| ---- | -------------------------------------------- | ----------------------------------------------- | ------------------------------------ | --------------- |
| 2002 | Széttéphetetlen kötelék                      | Tom & Thomas                                    | Tom / Thomas                         | Kardos Bence    |
| 2002 |                                              | San Giovanni – L'apocalisse                     | Johanan                              |                 |
| 2003 | Londoni csapás                               | Shanghai Knights                                | Charlie Chaplin                      | Baráth István   |
| 2003 |                                              | Behind Closed Doors                             | Sam Goodwin                          |                 |
| 2004 |                                              | Dead Cool                                       | George                               |                 |
| 2006 | Tolvajok hercege                             | The Thief Lord                                  | Prosper                              | Morvay Gábor    |
| 2006 |                                              | The Best Man                                    | Michael 15 évesen                    |                 |
| 2006 | A mágus                                      | The Illusionist                                 | Eisenheim fiatalon                   | Baradlay Viktor |
| 2006 |                                              | Fast Learners                                   | Neil                                 |                 |
| 2007 |                                              | The Magic Door                                  | Flip                                 |                 |
| 2007 | Sherlock Holmes és a Baker Street-i vagányok | Sherlock Holmes and the Baker Street Irregulars | Finch                                |                 |
| 2008 |                                              | Dummy                                           | Danny                                |                 |
| 2008 | A macskám, a családom és a fiúk              | Angus, Thongs and Perfect Snogging              | Robbie Jennings                      | Baráth István   |
| 2009 | Míg a halál el nem választ                   | The Greatest                                    | Bennett Brewer                       |                 |
| 2009 | John Lennon – A fiatal évek                  | Nowhere Boy                                     | John Lennon                          |                 |
| 2010 | HA/VER                                       | Kick-Ass                                        | Dave Lizewski / Ha/Ver               | Czető Roland    |
| 2010 | Chatszoba                                    | Chatroom                                        | William Collins                      |                 |
| 2011 | Albert Nobbs                                 | Albert Nobbs                                    | Joe Mackins                          | Fehér Tibor     |
| 2012 | Vadállatok                                   | Savages                                         | Ben Leonard                          | Szabó Máté      |
| 2012 | Anna Karenina                                | Anna Karenina                                   | Vronsky gróf                         | Czető Roland    |
| 2013 | HA/VER 2.                                    | Kick-Ass 2                                      | Dave Lizewski / Kick-Ass             | Czető Roland    |
| 2014 | Amerika Kapitány: A tél katonája             | Captain America: The Winter Soldier             | Pietro Maximoff / Higanyszál (cameo) | Jéger Zsombor   |
| 2014 | Godzilla                                     | Godzilla                                        | Ford Brody                           | Varju Kálmán    |
| 2015 | Bosszúállók: Ultron kora                     | Avengers: Age of Ultron                         | Pietro Maximoff / Higanyszál         | Jéger Zsombor   |
| 2016 | Éjszakai ragadozók                           | Nocturnal Animals                               | Ray Marcus                           | Szabó Máté      |
| 2017 | A fal                                        | The Wall                                        | Allen "Ize" Isaac őrmester           |                 |
| 2018 | Törvényen kívüli király                      | Outlaw King                                     | James Douglas                        |                 |
| 2018 | Millió darabra törve                         | A Million Little Pieces                         | James Frey                           | Kovács Lehel    |
| 2020 | Tenet                                        | Tenet                                           | Ives                                 | Makranczi Zalán |
| 2021 | King’s Man: A kezdetek                       | The King’s Man                                  | Archie Reid                          | Szabó Máté      |
| 2022 | A gyilkos járat                              | Bullet Train                                    | Mandarin                             | Makranczi Zalán |
| 2024 | A kaszkadőr                                  | The Fall Guy                                    | Tom Ryder                            | Makranczi Zalán |
| 2024 | Kraven, a vadász                             | Kraven the Hunter                               | Szergej Kravinoff / Kraven           | Makranczi Zalán |
| 2024 | Nosferatu                                    | Nosferatu                                       | Friedrich Harding                    | Makranczi Zalán |
| 2025 | 28 évvel később                              | 28 Years Later                                  | Jamie                                | Makranczi Zalán |

### Televízió
| Év   | Magyar cím                                   | Eredeti cím                                     | Szerep                 | Megjegyzések       |
| ---- | -------------------------------------------- | ----------------------------------------------- | ---------------------- | ------------------ |
| 2001 |                                              | Armadillo                                       | Lorimer Black fiatalon | televíziós sorozat |
| 2003 |                                              | The Bill                                        | Zac Clough             | 1 epizód           |
| 2004 |                                              | Family Business                                 | Paul Sullivan          | 1 epizód           |
| 2004 |                                              | Feather Boy                                     | Niker                  | 3 epizód           |
| 2006 | Baleseti sebészet                            | Casualty                                        | Joey Byrne             | 1 epizód           |
| 2006 | Csoda, hogy élek                             | I Shouldn't Be Alive                            | Mark                   | 4 epizód           |
| 2007 |                                              | Talk to Me                                      | Aaron                  | 4 epizód           |
| 2007 |                                              | Coming Up                                       | Eoin                   | 1 epizód           |
| 2007 |                                              | Nearly Famous                                   | Owen Stephens          | 6 epizód           |
| 2007 | Sherlock Holmes és a Baker Street-i vagányok | Sherlock Holmes and the Baker Street Irregulars | Finch                  | tévéfilm           |
| 2014 | Family Guy                                   | Family Guy                                      | Jaidan (hangja)        | 1 epizód           |
| 2021 | Hívások                                      | Calls                                           | Mark (hangja)          | 1 epizód           |

## Fordítás
- Ez a szócikk részben vagy egészben  az   Aaron Taylor-Johnson című angol Wikipédia-szócikk fordításán alapul.  Az eredeti cikk szerkesztőit annak laptörténete sorolja fel. Ez a jelzés csupán a megfogalmazás eredetét és a szerzői jogokat jelzi, nem szolgál a cikkben szereplő információk forrásmegjelöléseként.